# Сломники-Място
Сломники-Място (пол. Słomniki Miasto) — остановочный пункт в городе Сломники, в Малопольском воеводстве Польши. Имеет 2 платформы и 2 пути.
Остановочный пункт на железнодорожной линии Варшава-Западная — Краков-Главный.